# Pseudolabrus eoethinus
Pseudolabrus eoethinus är en fiskart som först beskrevs av Richardson, 1846.  Pseudolabrus eoethinus ingår i släktet Pseudolabrus och familjen läppfiskar. IUCN kategoriserar arten globalt som livskraftig. Inga underarter finns listade i Catalogue of Life.